# Remigia dorsimacula
Remigia dorsimacula là một loài bướm đêm trong họ Erebidae.